# Ancylorhynchus cruciger
Ancylorhynchus cruciger là một loài ruồi trong họ Asilidae. Ancylorhynchus cruciger được Loew miêu tả năm 1858. Loài này phân bố ở vùng nhiệt đới châu Phi.